# 土佐物語
土佐物語（羅馬字：Tosamonogatari）是描述土佐國戰國大名長宗我部氏興亡的軍記物語。作者是吉田孝世。在寶永5年（1708年）成書。